# ナガミオランダフウロ
ナガミオランダフウロ（学名：Erodium botrys）は、フウロソウ科の一年草・越年草の一種。別名「ツノミオランダフウロ」。

## 分布
ヨーロッパ南部を原産地とする。
北アメリカやオーストラリア、日本に帰化している。日本では1957年に三重県津市で初めて定着が確認された。

## 特徴
草丈10-40cm。対生。羽状複葉。淡紅紫色の花を咲かせる。果実は細長く、8-12cmにもなる。

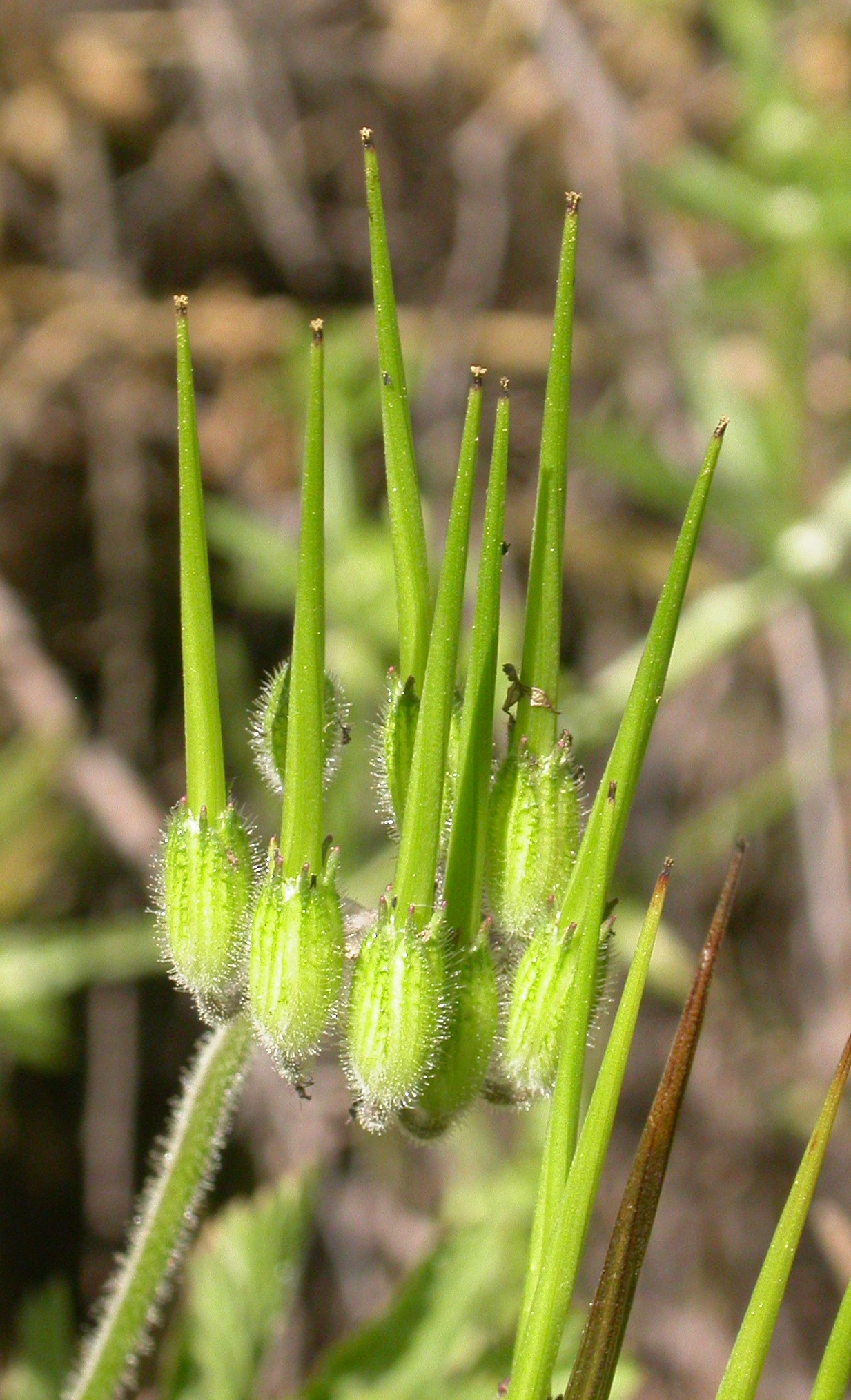
果実